# إيطاليا في الألعاب البارالمبية الصيفية 2020
نافست إيطاليا في دورة الألعاب البارالمبية الصيفية 2020 في طوكيو، اليابان، من 24 أغسطس إلى 5 سبتمبر 2021. وكان هذا هو ظهورها السادس عشر على التوالي في دورة الألعاب البارالمبية الصيفية منذ عام 1960. وأفاد تحليل أجرته ميشيلينا مانزيلو أن إيطاليا احتلت المرتبة الأولى في الاتحاد الأوروبي من حيث عدد الميداليات التي فازت بها في دورة الألعاب البارالمبية في طوكيو.

## الحائزون على الميداليات

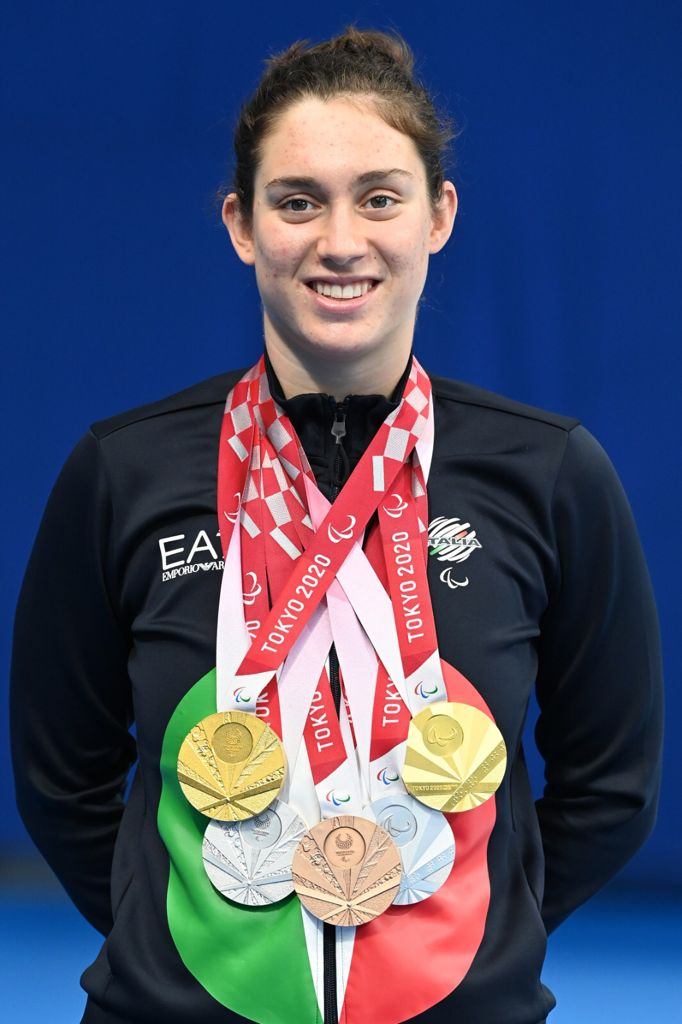
كارلوتا جيلي تعرض الميداليات الخمس التي فازت بها في طوكيو 2020.

| الميدالية | الرياضي/الرياضيون                                                                                  | الرياضة                       | الحدث                                  | التاريخ  |
| --------- | -------------------------------------------------------------------------------------------------- | ----------------------------- | -------------------------------------- | -------- |
| ذهبية     | كارلوتا جيلي                                                                                       | السباحة                       | 100 متر فراشة S13 – سيدات              | 25 أغسطس |
| ذهبية     | فرانشيسكو بوتشاردو                                                                                 | السباحة                       | 200 متر حرة S5 – رجال                  | 25 أغسطس |
| ذهبية     | فرانشيسكو بوتشاردو                                                                                 | السباحة                       | 100 متر حرة S5 – رجال                  | 26 أغسطس |
| ذهبية     | ستيفانو رايموندي                                                                                   | السباحة                       | 100 متر صدر SB9 – رجال                 | 26 أغسطس |
| ذهبية     | بياتريس فيو                                                                                        | المبارزة على الكراسي المتحركة | سلاح الشيش فئة B – سيدات               | 28 أغسطس |
| ذهبية     | سيموني بارلام                                                                                      | السباحة                       | 50 متر حرة S9 – رجال                   | 29 أغسطس |
| ذهبية     | أريولا تريمي                                                                                       | السباحة                       | 50 متر ظهر S3 – سيدات                  | 29 أغسطس |
| ذهبية     | فيتوريا بيانكو كسينيا بالاتسو جوليا تيرتسي أليسيا سكورتكيني                                        | السباحة                       | تتابع 4 × 100 متر حرة سيدات – 34 نقطة  | 29 أغسطس |
| ذهبية     | أريولا تريمي                                                                                       | السباحة                       | 100 متر حرة S3 – سيدات                 | 30 أغسطس |
| ذهبية     | كارلوتا جيلي                                                                                       | السباحة                       | 200 متر متنوع فردي SM13 – سيدات        | 30 أغسطس |
| ذهبية     | جوليا تيرتسي                                                                                       | السباحة                       | 100 متر حرة S7 – سيدات                 | 31 أغسطس |
| ذهبية     | أنطونيو فانتين                                                                                     | السباحة                       | 100 متر حرة S6 – رجال                  | 1 سبتمبر |
| ذهبية     | باولو تشيكيتو لوكا مازوني دييغو كولومباري                                                          | ركوب الدراجات                 | تتابع الفرق المختلط H1–5               | 2 سبتمبر |
| ذهبية     | أمبرا ساباتيني                                                                                     | ألعاب القوى                   | 100 متر سيدات T63                      | 4 سبتمبر |
| فضية      | أليسيا بيرا                                                                                        | السباحة                       | 100 متر فراشة S13 – سيدات              | 25 أغسطس |
| فضية      | لويجي بيجياتو                                                                                      | السباحة                       | 100 متر حرة S4 – رجال                  | 26 أغسطس |
| فضية      | كارلوتا جيلي                                                                                       | السباحة                       | 100 متر ظهر S13 – سيدات                | 26 أغسطس |
| فضية      | جوليا تيرتسي أريولا تريمي لويجي بيجياتو أنطونيو فانتين                                             | السباحة                       | تتابع 4 × 50 متر حرة مختلط – 20 نقطة   | 26 أغسطس |
| فضية      | كارلوتا جيلي                                                                                       | السباحة                       | 400 متر حرة S13 – سيدات                | 27 أغسطس |
| فضية      | آنا باربارو الدليل: بونين                                                                          | الباراثلاثلون                 | فئة PTVI – سيدات                       | 28 أغسطس |
| فضية      | كسينيا بالاتسو                                                                                     | السباحة                       | 200 متر متنوع فردي SM8 – سيدات         | 28 أغسطس |
| فضية      | جوليا تيرتسي                                                                                       | السباحة                       | 400 متر حرة S7 – سيدات                 | 29 أغسطس |
| فضية      | جوليا غيريتي                                                                                       | السباحة                       | 100 متر صدر SB4 – سيدات                | 29 أغسطس |
| فضية      | أندريا موغوش بياتريس فيو لوريدانا تريجيليا                                                         | مبارزة الكراسي المتحركة       | سلاح الشيش للفرق – سيدات               | 29 أغسطس |
| فضية      | أنطونيو فانتين سيموني تشولي سيموني بارلام ستيفانو رايموندي                                         | السباحة                       | تتابع 4 × 100 متر حرة – رجال – 34 نقطة | 30 أغسطس |
| فضية      | لوكا مازوني                                                                                        | ركوب الدراجات                 | سباق ضد الساعة H2 – رجال               | 31 أغسطس |
| فضية      | أسونتا لينياني                                                                                     | ألعاب القوى                   | رمي القرص F11 – سيدات                  | 31 أغسطس |
| فضية      | فابريتسيو كورنيلياني                                                                               | ركوب الدراجات                 | سباق ضد الساعة H1 – رجال               | 31 أغسطس |
| فضية      | فرانشيسكا بورشيلاطو                                                                                | ركوب الدراجات                 | سباق ضد الساعة H1–3 – سيدات            | 31 أغسطس |
| فضية      | جورجيو فاروني                                                                                      | ركوب الدراجات                 | سباق ضد الساعة T1–2 – رجال             | 31 أغسطس |
| فضية      | ألبرتو أموديو                                                                                      | السباحة                       | 400 متر حرة S8 – رجال                  | 31 أغسطس |
| فضية      | ستيفانو رايموندي                                                                                   | السباحة                       | 100 متر فراشة S10 – رجال               | 31 أغسطس |
| فضية      | لوكا مازوني                                                                                        | ركوب الدراجات                 | سباق الطريق H1–2 – رجال                | 1 سبتمبر |
| فضية      | سيموني بارلام                                                                                      | السباحة                       | 100 متر فراشة S9 – رجال                | 2 سبتمبر |
| فضية      | أنطونيو فانتين                                                                                     | السباحة                       | 400 متر حرة S6 – رجال                  | 2 سبتمبر |
| فضية      | ستيفانو رايموندي                                                                                   | السباحة                       | 100 متر ظهر S10 – رجال                 | 2 سبتمبر |
| فضية      | فينشينزا بيتريلي                                                                                   | الرماية بالقوس                | الفردي – القوس المنحني المفتوح – سيدات | 2 سبتمبر |
| فضية      | أريولا تريمي                                                                                       | السباحة                       | 50 متر حرة S4 – سيدات                  | 2 سبتمبر |
| فضية      | مارتينا كايروني                                                                                    | ألعاب القوى                   | الوثب الطويل T63 – سيدات               | 2 سبتمبر |
| فضية      | أسونتا لينياني                                                                                     | ألعاب القوى                   | رمي الجلة F12 – سيدات                  | 3 سبتمبر |
| فضية      | ستيفانو رايموندي                                                                                   | السباحة                       | 200 متر متنوع فردي SM10 – رجال         | 3 سبتمبر |
| فضية      | إليزابيتا مينيو ستيفانو ترافيساني                                                                  | الرماية بالقوس                | فريق مركب مفتوح مختلط                  | 4 سبتمبر |
| فضية      | مارتينا كايروني                                                                                    | ألعاب القوى                   | 100 متر T63 – سيدات                    | 4 سبتمبر |
| برونزية   | فرانسيسكو بيتيلا                                                                                   | السباحة                       | 100 متر ظهر S1 – رجال                  | 25 أغسطس |
| برونزية   | مونيكا بوغوني                                                                                      | السباحة                       | 200 متر حرة S5 – سيدات                 | 25 أغسطس |
| برونزية   | مونيكا بوغوني                                                                                      | السباحة                       | 100 متر حرة S5 – سيدات                 | 26 أغسطس |
| برونزية   | سارة مورغانتي                                                                                      | الفروسية                      | اختبار بطولة فردي الدرجة I             | 27 أغسطس |
| برونزية   | فيرونيكا يوكو                                                                                      | الترايثلون                    | PTS2                                   | 28 أغسطس |
| برونزية   | ستيفانو رايموندي                                                                                   | السباحة                       | 100 متر حرة S10 – رجال                 | 28 أغسطس |
| برونزية   | جيوفاني أتشينزا                                                                                    | الترايثلون                    | PTWC                                   | 29 أغسطس |
| برونزية   | كارلوتا جيلي                                                                                       | السباحة                       | 50 متر حرة S13 – سيدات                 | 29 أغسطس |
| برونزية   | كارولينا كوستا                                                                                     | الجودو                        | +70 كغم – سيدات                        | 29 أغسطس |
| برونزية   | ماريا أندريا فيرجيليو                                                                              | الرماية بالقوس                | فردي مركب مفتوح – سيدات                | 30 أغسطس |
| برونزية   | أندريا ليفراني                                                                                     | الرماية                       | R4 مختلط – بندقية هوائية 10 م وقوف SH2 | 30 أغسطس |
| برونزية   | أوني تابيا                                                                                         | ألعاب القوى                   | رمي الجلة F11 – رجال                   | 30 أغسطس |
| برونزية   | سارة مورغانتي                                                                                      | الفروسية                      | اختبار فردي حر الدرجة I                | 30 أغسطس |
| برونزية   | زينيا بالاتسو                                                                                      | السباحة                       | 400 متر حرة S8 – سيدات                 | 31 أغسطس |
| برونزية   | ميكيلا برونيلي غيادا روسي                                                                          | تنس الطاولة                   | فريق سيدات – الفئة 1–3                 | 1 سبتمبر |
| برونزية   | كاتيا آيري                                                                                         | ركوب الدراجات                 | سباق الطرق سيدات H5                    | 1 سبتمبر |
| برونزية   | زينيا بالاتسو                                                                                      | السباحة                       | 50 متر حرة S8 – سيدات                  | 1 سبتمبر |
| برونزية   | أوني تابيا                                                                                         | ألعاب القوى                   | رمي القرص F11 – رجال                   | 2 سبتمبر |
| برونزية   | فرانسيسكو بيتيلا                                                                                   | السباحة                       | 50 متر ظهر S1 – رجال                   | 2 سبتمبر |
| برونزية   | لويجي بيدجاتو                                                                                      | السباحة                       | 50 متر حرة S4 – رجال                   | 2 سبتمبر |
| برونزية   | ندياغا ديانغ                                                                                       | ألعاب القوى                   | 1500 متر T20 – رجال                    | 3 سبتمبر |
| برونزية   | فيديريكو مانكارلا                                                                                  | الكانوي البارالمبي            | رجال KL2                               | 3 سبتمبر |
| برونزية   | جوليا تيرزي                                                                                        | السباحة                       | 50 متر فراشة S7 – سيدات                | 3 سبتمبر |
| برونزية   | مونيكا بوغوني                                                                                      | السباحة                       | 200 متر متنوع فردي SM5 – سيدات         | 3 سبتمبر |
| برونزية   | ريكاردو مينشيوتي ستيفانو رايموندي سيموني بارلام أنطونيو فانتين فيديريكو بيتشيللي فيديريكو مورلاتشي | السباحة                       | 4 × 100 متر متنوع رجال 34 نقطة         | 3 سبتمبر |
| برونزية   | مونيكا كونترافاتو                                                                                  | ألعاب القوى                   | 100 متر T63 – سيدات                    | 4 سبتمبر |

| الرياضة                       | الأول | الثاني | الثالث | المجموع |
| السباحة                       | 11    | 16     | 12     | 39      |
| ركوب الدراجات                 | 1     | 5      | 1      | 7       |
| ألعاب القوى                   | 1     | 4      | 4      | 9       |
| المبارزة على الكراسي المتحركة | 1     | 1      | 0      | 2       |
| النبالة                       | 0     | 2      | 1      | 3       |
| الترياثلون                    | 0     | 1      | 2      | 3       |
| الفروسية                      | 0     | 0      | 2      | 2       |
| الجودو                        | 0     | 0      | 1      | 1       |
| الرماية                       | 0     | 0      | 1      | 1       |
| كرة الطاولة                   | 0     | 0      | 1      | 1       |
| الكانو                        | 0     | 0      | 1      | 1       |
| المجموع                       | 14    | 29     | 26     | 69      |

| الميداليات حسب التاريخ | الميداليات حسب التاريخ | الميداليات حسب التاريخ | الميداليات حسب التاريخ | الميداليات حسب التاريخ | الميداليات حسب التاريخ |
| ---------------------- | ---------------------- | ---------------------- | ---------------------- | ---------------------- | ---------------------- |
| اليوم                  | التاريخ                | الأول                  | الثاني                 | الثالث                 | المجموع                |
| 1                      | 25 أغسطس               | 2                      | 1                      | 2                      | 5                      |
| 2                      | 26 أغسطس               | 2                      | 3                      | 1                      | 6                      |
| 3                      | 27 أغسطس               | 0                      | 1                      | 1                      | 2                      |
| 4                      | 28 أغسطس               | 1                      | 2                      | 2                      | 5                      |
| 5                      | 29 أغسطس               | 3                      | 3                      | 3                      | 9                      |
| 6                      | 30 أغسطس               | 2                      | 1                      | 4                      | 7                      |
| 7                      | 31 أغسطس               | 1                      | 7                      | 1                      | 9                      |
| 8                      | 1 سبتمبر               | 1                      | 1                      | 3                      | 5                      |
| 9                      | 2 سبتمبر               | 1                      | 6                      | 3                      | 10                     |
| 10                     | 3 سبتمبر               | 0                      | 2                      | 5                      | 7                      |
| 11                     | 4 سبتمبر               | 1                      | 2                      | 1                      | 4                      |
| 12                     | 5 سبتمبر               | 0                      | 0                      | 0                      | 0                      |
| المجموع                | المجموع                | 14                     | 29                     | 26                     | 69                     |

| الحاصلون على عدة ميداليات | الحاصلون على عدة ميداليات     | الحاصلون على عدة ميداليات | الحاصلون على عدة ميداليات | الحاصلون على عدة ميداليات | الحاصلون على عدة ميداليات | الحاصلون على عدة ميداليات |
| ------------------------- | ----------------------------- | ------------------------- | ------------------------- | ------------------------- | ------------------------- | ------------------------- |
| الاسم                     | الرياضة                       | الأول                     | الثاني                    | الثالث                    | المجموع                   |                           |
| كارلوتا جيلي              | السباحة                       | 2                         | 2                         | 1                         | 5                         |                           |
| جوليا تيرزي               | السباحة                       | 2                         | 2                         | 1                         | 5                         |                           |
| أرجولا تريمي              | السباحة                       | 2                         | 2                         | 0                         | 4                         |                           |
| فرانشيسكو بوتشياردو       | السباحة                       | 2                         | 1                         | 0                         | 3                         |                           |
| ستيفانو ريموندي           | السباحة                       | 1                         | 4                         | 2                         | 7                         |                           |
| أنطونيو فانتي             | السباحة                       | 1                         | 3                         | 1                         | 5                         |                           |
| سيموني بارلام             | السباحة                       | 1                         | 2                         | 1                         | 4                         |                           |
| زينيا بالازو              | السباحة                       | 1                         | 1                         | 2                         | 4                         |                           |
| لوكا ماتسوني              | ركوب الدراجات                 | 1                         | 2                         | 0                         | 3                         |                           |
| بياتريس فيو               | المبارزة على الكراسي المتحركة | 1                         | 1                         | 0                         | 2                         |                           |
| لويجي بيغياتو             | السباحة                       | 0                         | 2                         | 1                         | 3                         |                           |
| مارتينا كيروني            | ألعاب القوى                   | 0                         | 2                         | 0                         | 2                         |                           |
| أسونتا ليغنانتي           | ألعاب القوى                   | 0                         | 2                         | 0                         | 2                         |                           |
| مونيكا بوغّوني             | السباحة                       | 0                         | 0                         | 3                         | 3                         |                           |
| فرانشيسكو بيتّيلا          | السباحة                       | 0                         | 0                         | 2                         | 2                         |                           |
| سارة مورغانتي             | الفروسية                      | 0                         | 0                         | 2                         | 2                         |                           |
| أوني تابيا                | ألعاب القوى                   | 0                         | 0                         | 2                         | 2                         |                           |

## النبالة
تأهلت إيطاليا بثمانية نبّالين.
الرجال
| الرياضي           | الحدث         | جولة الترتيب | جولة الترتيب | دور الـ32                        | دور الـ16       | ربع النهائي     | نصف النهائي     | النهائيات       | النهائيات |
| الرياضي           | الحدث         | النتيجة      | التصنيف      | المنافس النتيجة                  | المنافس النتيجة | المنافس النتيجة | المنافس النتيجة | المنافس النتيجة | الترتيب   |
| ----------------- | ------------- | ------------ | ------------ | -------------------------------- | --------------- | --------------- | --------------- | --------------- | --------- |
| ماتيو بوناتشينا   | الفردي المركب | 685          | 16           | مياوموتو (اليابان) · خسر 136–141 | لم يتأهل        | لم يتأهل        | لم يتأهل        | لم يتأهل        | لم يتأهل  |
| جيامباولو كانشيلي | الفردي المركب | 669          | 28           | بافليك (سلوفاكيا) · خسر 139–142  | لم يتأهل        | لم يتأهل        | لم يتأهل        | لم يتأهل        | لم يتأهل  |
| ستيفانو ترافيساني | الفردي القوسي | 609          | 12           | سينغ (الهند) · خسر 5–6           | لم يتأهل        | لم يتأهل        | لم يتأهل        | لم يتأهل        | لم يتأهل  |

السيدات
| الرياضية              | الحدث         | جولة الترتيب | جولة الترتيب | دور الـ32                           | دور الـ16                         | ربع النهائي                            | نصف النهائي                                   | النهائيات                       | النهائيات |
| الرياضية              | الحدث         | النتيجة      | التصنيف      | المنافسة النتيجة                    | المنافسة النتيجة                  | المنافسة النتيجة                       | المنافسة النتيجة                              | المنافسة النتيجة                | الترتيب   |
| --------------------- | ------------- | ------------ | ------------ | ----------------------------------- | --------------------------------- | -------------------------------------- | --------------------------------------------- | ------------------------------- | --------- |
| آسيا بيليتزاري        | الفردي W1     | 604          | 3            | —                                   | —                                 | روماري (بريطانيا العظمى) · خسر 124–130 | لم تتأهل                                      | لم تتأهل                        | لم تتأهل  |
| ماريا أندريا فيرجيليو | الفردي المركب | 684          | 5            | تقدم تلقائي                         | أسكاري (إيران) · فازت 136–135     | سارتي (إيطاليا) · فازت 138–121         | باتيرسون باين (بريطانيا العظمى) · خسر 137–140 | ارتاخينوفا (روسيا) فازت 142–139 | الثالث    |
| إليونورا سارتي        | الفردي المركب | 672          | 13           | تشي (كوريا الجنوبية) · فازت 140–121 | غوغل (البرازيل) · فازت 146–140    | فيرجيليو (إيطاليا) · خسر 121–138       | لم تتأهل                                      | لم تتأهل                        | لم تتأهل  |
| إليزابيتا ميجنو       | الفردي القوسي | 633          | 2            | تقدم تلقائي                         | أوزباي تورون (تركيا) · فازت 6–0   | بويمينيدو (اليونان) · خسر 5–6          | لم تتأهل                                      | لم تتأهل                        | لم تتأهل  |
| فينتشينزا بيتريلي     | الفردي القوسي | 625          | 4            | تقدم تلقائي                         | أوكترينيندا (أستراليا) · فازت 6–0 | تشايستي (بريطانيا العظمى) · فازت 6–2   | وو (الصين) · فازت 6–5                         | وو (الصين) · خسر 5–6            | الثاني    |

مختلط
| الرياضي                               | الحدث                          | الجولة الترتيبية | الجولة الترتيبية | دور الـ16                                 | ربع النهائي                              | نصف النهائي                      | النهائي                              | النهائي  |
| الرياضي                               | الحدث                          | النتيجة          | التصنيف          | المنافس النتيجة                           | المنافس النتيجة                          | المنافس النتيجة                  | المنافس النتيجة                      | الترتيب  |
| ------------------------------------- | ------------------------------ | ---------------- | ---------------- | ----------------------------------------- | ---------------------------------------- | -------------------------------- | ------------------------------------ | -------- |
| ماريا أندريا فيرجيليو ماتيو بوناتشينا | الفرق المختلط - القوس المركب   | 1369             | 7                | ناغانو/ · مياموتو (اليابان) · فوز 145-144 | ارتاخينوفا/ شيغايف (روسيا) خسارة 153-153 | لم يتأهل                         | لم يتأهل                             | لم يتأهل |
| إليزابيتا ميجنو ستيفانو ترافيساني     | الفرق المختلط - القوس الأولمبي | 1242             | 3                | سيلينغي/ · مونخباتار (منغوليا) · فوز 6-0  | شيغيسادا/ · أوه ياما (اليابان) · فوز 6-2 | نعمتي/ · رحيمي (إيران) · فوز 5-3 | سيدورينكو/ سميرنوف (روسيا) خسارة 4-5 | الثاني   |

## ألعاب القوى
يتكون فريق ألعاب القوى من 11 رياضيًا، 6 سيدات و5 رجال. إلى الرياضيين التسعة المصنفين حسب اليمين، أضاف فريق إيطاليا بطاقتي مشاركة إضافيتين قبل أيام قليلة من بدء الألعاب.
مضمار الرجال
| الرياضيون        | الحدث        | التصفيات    | التصفيات    | النهائي  | النهائي |
| الرياضيون        | الحدث        | النتيجة     | الترتيب     | النتيجة  | الترتيب |
| ---------------- | ------------ | ----------- | ----------- | -------- | ------- |
| ندياغا ديينغ     | 400 متر T20  | 48.91       | 4 تأهل      | 48.42 PB | 5       |
| ندياغا ديينغ     | 1500 متر T20 | تقدم تلقائي | تقدم تلقائي | 3:57.24  | الثالث  |
| أليساندرو أوسولا | 100 متر T63  | 12.77       | 3 تأهل      | 12.66    | 6       |

ميدان الرجال
| الرياضي      | الحدث            | النهائي  | النهائي |
| الرياضي      | الحدث            | النتيجة  | الترتيب |
| ------------ | ---------------- | -------- | ------- |
| أوني تابيا   | رمي القرص F11    | 39.52    | الثالث  |
| أوني تابيا   | دفع الجلة F11    | 13.60 PB | الثالث  |
| نيكي روسو    | دفع الجلة F35    | 12.58    | 8       |
| ماركو تشيكتي | الوثب الطويل T44 | 6.66     | 6       |

مضمار السيدات
| الرياضية          | الحدث      | التصفيات            | التصفيات | النهائي             | النهائي |
| الرياضية          | الحدث      | النتيجة             | الترتيب  | النتيجة             | الترتيب |
| ----------------- | ---------- | ------------------- | -------- | ------------------- | ------- |
| أمبرا ساباتيني    | 100 مترT63 | 14.39 رقم عالمي، PB | 2 تأهل   | 14.39 رقم عالمي، PB | الأول   |
| مارتينا كايروني   | 100 مترT63 | 14.37 رقم عالمي، PB | 1 تأهل   | 14.46               | الثاني  |
| مونيكا كونترافاتو | 100 مترT63 | 14.72 PB            | 3 تأهل   | 14.73               | الثالث  |
| أوكسانا كورسو     | 100 مترT35 | 15.80 SB            | 3 تأهل   | 15.68               | 8       |
| أوكسانا كورسو     | 200 مترT35 | —                   | —        | 33.13 SB            | 8       |

ميدان السيدات
| الرياضية           | الحدث            | النهائي      | النهائي |
| الرياضية           | الحدث            | النتيجة      | الترتيب |
| ------------------ | ---------------- | ------------ | ------- |
| مارتينا كايروني    | الوثب الطويل T63 | 5.14         | الثاني  |
| فرانشيسكا تشيبيللي | الوثب الطويل T37 | 3.96         | 9       |
| أسونتا ليغنانتي    | رمي القرص F11    | 40.25 AR، PB | الثاني  |
| أسونتا ليغنانتي    | دفع الجلة F12    | 14.62        | الثاني  |

## ركوب الدرجات
شارك فريق إيطاليا بـ 11 دراجًا على الطرق: 8 رجال و 3 سيدات.

### على الطريق
الرجال
| الرياضي               | الحدث          | الفئة | الزمن    | الترتيب |
| --------------------- | -------------- | ----- | -------- | ------- |
| لوكا مازون            | سباق الطريق    | H1-2  | 1:53:43  | الثاني  |
| فابريتسيو كورنيغلياني | سباق الطريق    | H1-2  | DNF      | DNF     |
| باولو تشيكيتو         | سباق الطريق    | H3    | DNF      | DNF     |
| دييغو كولومباري       | سباق الطريق    | H5    | DNF      | DNF     |
| فابيو أنوبيلي         | سباق الطريق    | C3    | 2:11:06  | 4       |
| أندريا تارلاو         | سباق الطريق    | C5    | 2:22:35  | 8       |
| بيرباولو أديزي        | سباق الطريق    | C5    | 2:23:53  | 9       |
| جورجيو فاروني         | سباق الطريق    | T1    | 55:48    | 7       |
| فابريتسيو كورنيغلياني | سباق ضد الساعة | H1    | 45:44.56 | الثاني  |
| لوكا مازون            | سباق ضد الساعة | H2    | 31:23.79 | الثاني  |
| باولو تشيكيتو         | سباق ضد الساعة | H3    | 44:03.16 | 5       |
| دييغو كولومباري       | سباق ضد الساعة | H5    | 41:21.29 | 4       |
| فابيو أنوبيلي         | سباق ضد الساعة | C3    | 37:54.37 | 9       |
| بيرباولو أديزي        | سباق ضد الساعة | C5    | 48:37.55 | 9       |
| أندريا تارلاو         | سباق ضد الساعة | C5    | 46:12.99 | 6       |
| جورجيو فاروني         | سباق ضد الساعة | T1    | 27:49.78 | الثاني  |

نساء
| الرياضية            | الحدث          | الفئة | الزمن    | الترتيب |
| ------------------- | -------------- | ----- | -------- | ------- |
| فرانشيسكا بورشيلا托 | سباق الطريق    | H1-4  | 59:45    | 7       |
| كاتيا أيري          | سباق الطريق    | H5    | 2:28:11  | الثالث  |
| آنا ماريا فيتيلارو  | سباق الطريق    | H5    | DNF      | DNF     |
| فرانشيسكا بورشيلا托 | سباق ضد الساعة | H1-3  | 33:30.52 | الثاني  |
| كاتيا أيري          | سباق ضد الساعة | H4-5  | 50:40.24 | 6       |
| آنا ماريا فيتيلارو  | سباق ضد الساعة | H4-5  | 50:58.69 | 7       |

الفريق المختلط
| الرياضيون                                | الحدث       | الفئة                      | الزمن | الترتيب |
| ---------------------------------------- | ----------- | -------------------------- | ----- | ------- |
| لوكا مازون باولو تشيكيتو دييغو كولومباري | سباق الطريق | تتابع الفرق المختلطة H1-H5 | 52:32 | الأول   |

## الفروسية
أرسلت إيطاليا فريقًا مكونًا من أربعة متسابقين للمنافسة.
| الرياضية                                          | الحصان                         | الفئة     | اختبار الفروسية الفردي | اختبار الفروسية الفردي | اختبار الفروسية الحُر الفردي | اختبار الفروسية الحُر الفردي | اختبار الفروسية للفرق | اختبار الفروسية للفرق |
| الرياضية                                          | الحصان                         | الفئة     | النقاط                 | الترتيب                | النقاط                      | الترتيب                     | النقاط                | الترتيب               |
| ------------------------------------------------- | ------------------------------ | --------- | ---------------------- | ---------------------- | --------------------------- | --------------------------- | --------------------- | --------------------- |
| سارة مورجانتي                                     | رويال ديلايت                   | الفئة I   | 76.964                 | الثالث                 | 81.100                      | الثالث                      | 79.286                | —                     |
| كارولا سيمبروني                                   | بول                            | الفئة I   | 67.678                 | 12                     | لم تتأهل                    | لم تتأهل                    | —                     | —                     |
| فرانشيسكا سالفادي                                 | أوليفر-فيتز                    | الفئة III | 66.941                 | 16                     | لم تتأهل                    | لم تتأهل                    | 68.794                | —                     |
| فرانشيسكا سيليوني                                 | بربري                          | الفئة V   | 69.048                 | 9                      | لم تتأهل                    | لم تتأهل                    | 65.977                | —                     |
| فرانشيسكا سيليوني سارة مورجانتي فرانشيسكا سالفادي | بربري رويال ديلايت أوليفر-فيتز | الفرق     | —                      | —                      | —                           | —                           | 214.057               | 8                     |

## الجودو
| الرياضية       | المنافسة                                                       | دور الـ16     | ربع النهائي                                | نصف النهائي                                | إعادة التأهيل                   | النهائي / BM                            | النهائي / BM |
| الرياضية       | المنافسة                                                       | الخصم النتيجة | الخصم النتيجة                              | الخصم النتيجة                              | الخصم النتيجة                   | الخصم النتيجة                           | الترتيب      |
| -------------- | -------------------------------------------------------------- | ------------- | ------------------------------------------ | ------------------------------------------ | ------------------------------- | --------------------------------------- | ------------ |
| ماتيلدي لوريا  | الجودو في الألعاب البارالمبية الصيفية 2020 – وزن 70 كجم سيدات  | تقدم تلقائي   | مالدونادو (البرازيل) · خسارة 00-10         | تقدم تلقائي                                | زابرودسكايا (روسيا) خسارة 00-10 | لم تتأهل                                | لم تتأهل     |
| كارولينا كوستا | الجودو في الألعاب البارالمبية الصيفية 2020 – وزن +70 كجم سيدات | تقدم تلقائي   | كايتي ديفيس (الولايات المتحدة) · فوز 10-00 | زارينا بايباتينا (كازاخستان) · خسارة 00-10 | تقدم تلقائي                     | أناستاسيا هارنيك (أوكرانيا) · فوز 10-00 | الثالث       |

## الكانو
| الرياضية            | المنافسة                                                           | التصفيات | التصفيات    | نصف النهائي | نصف النهائي | النهائي  | النهائي  |
| الرياضية            | المنافسة                                                           | الوقت    | الترتيب     | الوقت       | الترتيب     | الوقت    | الترتيب  |
| ------------------- | ------------------------------------------------------------------ | -------- | ----------- | ----------- | ----------- | -------- | -------- |
| فيديريكو مانكاريللا | التجديف البارالمبي في الألعاب البارالمبية الصيفية 2020 – رجال KL2  | 43.975   | 3 نصف نهائي | 42.292      | 1 نهائي أ   | 42.574   | الثالث   |
| كوادزو كلوكباه      | التجديف البارالمبي في الألعاب البارالمبية الصيفية 2020 – رجال KL3  | 44.217   | 6 نصف نهائي | 42.398      | 5 نهائي ب   | 42.854   | 11       |
| إليونورا دي باوليس  | التجديف البارالمبي في الألعاب البارالمبية الصيفية 2020 – سيدات KL1 | 57.659   | 2 نصف نهائي | 57.484      | 1 نهائي أ   | 56.226   | 4        |
| فيرونيكا بيغليا     | التجديف البارالمبي في الألعاب البارالمبية الصيفية 2020 – سيدات VL2 | 1:15.671 | 6 نصف نهائي | 1:09.247    | 5           | لم تتأهل | لم تتأهل |

مفاتيح التأهل: SF = التأهل إلى الدور نصف النهائي؛ FA = التأهل إلى النهائي (الميدالية)؛ FB = التأهل إلى النهائي ب (بدون ميدالية)

## الترياثلون
تأهل كل من جيوفاني أشينزا وآنا باربارو وألبرتو بوكولييرو وريتا كوكورو وفيرونيكا يوكو بلباني للمنافسة.
| الرياضي                          | المنافسة                                                               | الزمن   | الترتيب |
| -------------------------------- | ---------------------------------------------------------------------- | ------- | ------- |
| جيوفاني أكنزا                    | الترايثلون البارالمبي في الألعاب البارالمبية الصيفية 2020 – رجال PTWC  | 1:02:05 | الثالث  |
| بيير ألبرتو بوكولييرو            | الترايثلون البارالمبي في الألعاب البارالمبية الصيفية 2020 – رجال PTWC  | 1:09:16 | 9       |
| ريتا كوكورو                      | الترايثلون البارالمبي في الألعاب البارالمبية الصيفية 2020 – سيدات PTWC | 1:19:06 | 8       |
| آنا باربارو الدليل: شارلوت بونين | الترايثلون البارالمبي في الألعاب البارالمبية الصيفية 2020 – سيدات PTVI | 1:11:11 | الثاني  |
| فيرونيكا يوكو بلباني             | الترايثلون البارالمبي في الألعاب البارالمبية الصيفية 2020 – سيدات PTS2 | 1:15:55 | الثالث  |

## رياضة القوة
| الرياضي        | المنافسة                                                                     | المحاولات | المحاولات | المحاولات | المحاولات | النتيجة | الترتيب |
| الرياضي        | المنافسة                                                                     | 1         | 2         | 3         | 4         | النتيجة | الترتيب |
| -------------- | ---------------------------------------------------------------------------- | --------- | --------- | --------- | --------- | ------- | ------- |
| دوناتو تيليسكا | رفع الأثقال البارالمبي في الألعاب البارالمبية الصيفية 2020 – وزن 80 كجم رجال | 193       | 193       | 199       | —         | 193     | 6       |

## التجديف
تأهلت إيطاليا بقاربين في منافسات التجديف المختلطة للألعاب. تأهلت أربعة طواقم مختلطة بقيادة دفة بعد فوزها بالميدالية البرونزية وتأمين المركز الثالث في بطولة العالم للتجديف 2019 في أوتينسهايم، النمسا. وفي الوقت نفسه، تأهل طاقم التجديف المزدوج المختلط بفوزه بالميدالية الذهبية في سباق التصفيات البارالمبية النهائية لعام 2021 في جافيرات.
| الرياضي                                                                             | المنافسة                                                                  | التصفيات | التصفيات | إعادة الفرصة | إعادة الفرصة | النهائي | النهائي |
| الرياضي                                                                             | المنافسة                                                                  | الزمن    | الترتيب  | الزمن        | الترتيب      | الزمن   | الترتيب |
| ----------------------------------------------------------------------------------- | ------------------------------------------------------------------------- | -------- | -------- | ------------ | ------------ | ------- | ------- |
| جيانفيليبو ميرابيلي كيارا ناردو                                                     | التجديف في الألعاب البارالمبية الصيفية 2020 – الزوجي المختلط              | 9:04.22  | 3 R      | 8:20.98      | 2 FA         | 9:11.65 | 5       |
| كريستينا سكازوزي أليساندرو برانكاتو لورينزو برنارد غريتا موتي لورينا فوينا (المجدّف) | التجديف في الألعاب البارالمبية الصيفية 2020 – الرباعية المختلطة مع المجدّف | 7:32.07  | 3 R      | 7:08.15      | 2 FA         | 7:37.53 | 5       |

مفاتيح التأهل: FA = النهائي أ (ميدالية)؛ FB = النهائي ب (بدون ميدالية)؛ R = إعادة التصفيات

## الرماية
شاركت إيطاليا بأربعة رياضيين في منافسات البارالمبية. نجحت باميلا نوفاجليو في التأهل للألعاب البارالمبية في بطولة العالم 2018 التي أقيمت في تشيونجو بكوريا الجنوبية، وتأهل اثنان آخران من كأس العالم لعام 2018 التي أقيمت في شاتورو بفرنسا. نجح جاكوبو كابيلي في التأهل للألعاب البارالمبية في كأس العالم 2021.
| الرياضي         | المنافسة                                                                              | التأهل   | التأهل  | النهائي  | النهائي  |
| الرياضي         | المنافسة                                                                              | النقاط   | الترتيب | النقاط   | الترتيب  |
| --------------- | ------------------------------------------------------------------------------------- | -------- | ------- | -------- | -------- |
| جاكوبو كابيلي   | الرماية في الألعاب البارالمبية الصيفية 2020 – R1 بندقية هوائية 10 أمتار واقف رجال SH1 | 606.4    | 16      | لم يتأهل | لم يتأهل |
| جاكوبو كابيلي   | R3 بندقية هوائية مختلطة 10 متروضع الاستلقاء SH1                                       | 628.9    | 31      | لم يتأهل | لم يتأهل |
| جاكوبو كابيلي   | R6 بندقية مختلطة 50 متروضع الاستلقاء SH1                                              | 607.4    | 40      | لم يتأهل | لم يتأهل |
| جاكوبو كابيلي   | R7 بندقية رجال 50 متر 3 أوضاع SH1                                                     | 1132-22x | 14      | لم يتأهل | لم يتأهل |
| ناديا فاريو     | P2 مسدس هوائي 10 مترسيدات SH1                                                         | 545-5x   | 12      | لم يتأهل | لم يتأهل |
| ناديا فاريو     | P4 مسدس مختلط 50 مترSH1                                                               | 509-7x   | 25      | لم يتأهل | لم يتأهل |
| أندريا ليفيراني | R4 بندقية هوائية مختلطة 10 مترواقف SH2                                                | 635.3    | 3 Q     | 230.7    | الثالث   |
| أندريا ليفيراني | R5 بندقية هوائية مختلطة 10 متروضع الاستلقاء SH2                                       | 639.4    | 8 Q     | 124.5    | 8        |
| أندريا ليفيراني | R9 بندقية مختلطة 50 متروضع الاستلقاء SH2                                              | 623.3    | 6 Q     | 208.0    | 4        |
| باميلا نوفاجليو | R4 بندقية هوائية مختلطة 10 مترواقف SH2                                                | 620.5    | 26      | لم يتأهل | لم يتأهل |
| باميلا نوفاجليو | R9 بندقية مختلطة 50 متروضع الاستلقاء SH2                                              | 620.9    | 10      | لم يتأهل | لم يتأهل |

## الكرة الطائرة بوضعية الجلوس
تأهل فريق الكرة الطائرة للسيدات الإيطالي لدورة الألعاب البارالمبية الصيفية 2020 بعد فوزه ببطولة أوروبا للكرة الطائرة بوضعية الجلوس 2019 في بودابست، المجر في يوليو 2019.
الملخص
| الفريق        | الحدث        | مرحلة المجموعات | مرحلة المجموعات | مرحلة المجموعات  | مرحلة المجموعات | نصف النهائي   | النهائي / BM / Cl. | النهائي / BM / Cl. |
| الفريق        | الحدث        | الخصم النتيجة   | الخصم النتيجة   | الخصم النتيجة    | الترتيب         | الخصم النتيجة | الخصم النتيجة      | الترتيب            |
| ------------- | ------------ | --------------- | --------------- | ---------------- | --------------- | ------------- | ------------------ | ------------------ |
| إيطاليا سيدات | دورة السيدات | اليابان · ف 3–0 | كندا · خ 1–3    | البرازيل · خ 1–3 | 3               | لم تتأهل      | خ 1–3              | 6                  |

## السباحة

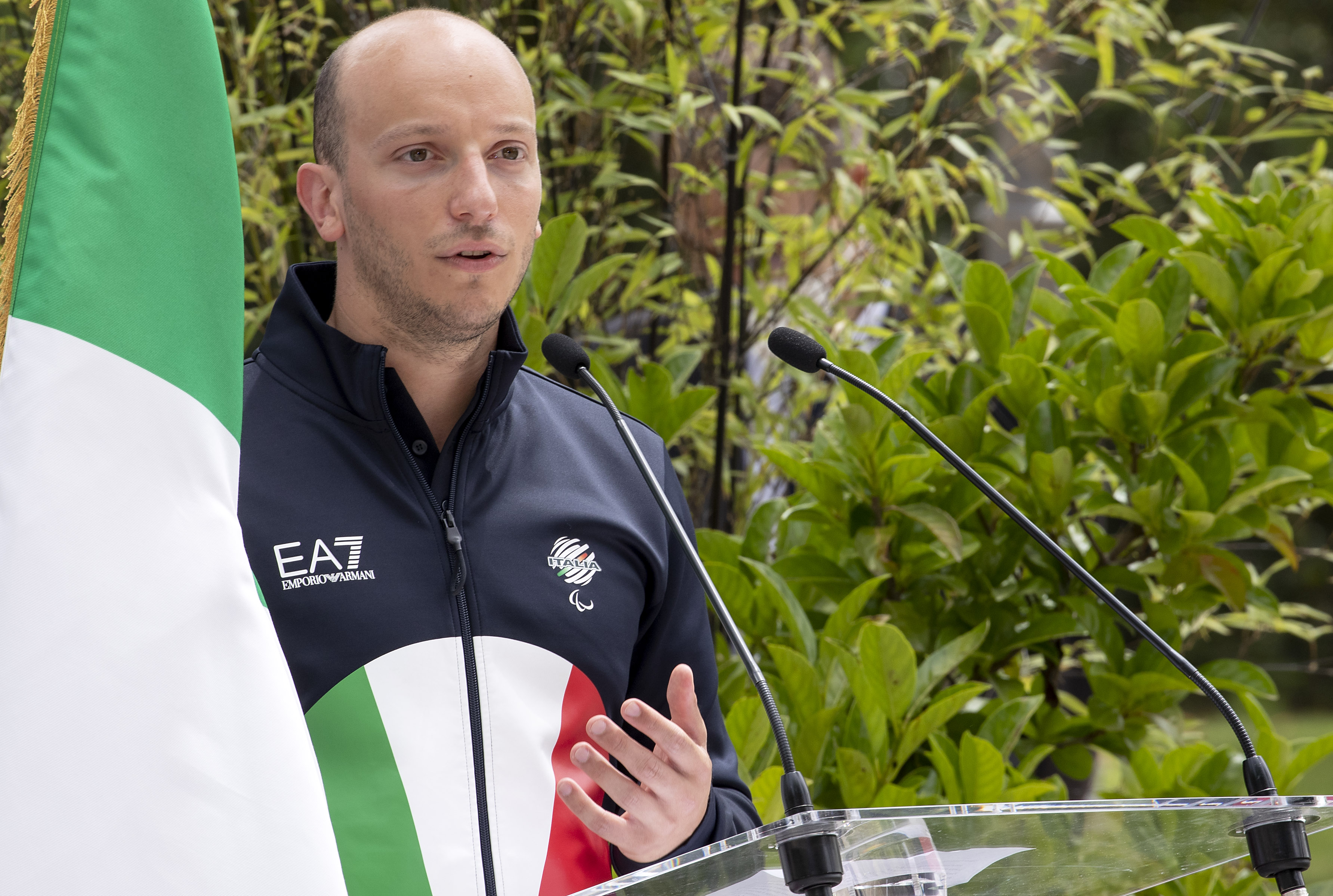
فاز فيديريكو مورلاتشي في طوكيو بميداليته الثامنة في الألعاب البارالمبية.

تأهلت إيطاليا بـ 29 سباحًا.
الرجال
| اللاعب                                                                           | الحدث                                                                      | الأدوار التمهيدية | الأدوار التمهيدية | النهائي              | النهائي  |
| اللاعب                                                                           | الحدث                                                                      | النتيجة           | الترتيب           | النتيجة              | الترتيب  |
| -------------------------------------------------------------------------------- | -------------------------------------------------------------------------- | ----------------- | ----------------- | -------------------- | -------- |
| ألبرتو أموديو                                                                    | 100 متر حرة S8                                                             | 1:00.08           | 6 تأهل            | 59.93                | 7        |
| ألبرتو أموديو                                                                    | 400 متر حرة S8                                                             | 4:39.52           | 6 تأهل            | 4:25.93              | الثاني   |
| ألبرتو أموديو                                                                    | 100 متر فراشة S8                                                           | 1:05.32           | 3 تأهل            | 1:04.32              | 6        |
| سيموني بارلام                                                                    | 50 متر حرة S9                                                              | 25.13             | 1 تأهل            | 24.71 =رقم بارالمبي  | الأول    |
| سيموني بارلام                                                                    | 400 متر حرة S9                                                             | 4:17.95           | 3 تأهل            | 4:22.40              | 6        |
| سيموني بارلام                                                                    | 100 متر ظهر S9                                                             | 1:04.27           | 5 تأهل            | 1:02.92              | 5        |
| سيموني بارلام                                                                    | 100 متر فراشة S9                                                           | 1:00.71           | 2 تأهل            | 59.43                | الثاني   |
| فيديريكو باساني                                                                  | 100 متر صدر SB11                                                           | 1:21.24           | 7 تأهل            | 1:20.57              | 7        |
| لويجي بيجياتو                                                                    | 50 متر حرة S4                                                              | 38.76             | 3 تأهل            | 38.12                | الثالث   |
| لويجي بيجياتو                                                                    | 100 متر حرة S4                                                             | 1:22.93           | 1 تأهل            | 1:23.21              | الثاني   |
| لويجي بيجياتو                                                                    | 200 متر حرة S4                                                             | 3:05.40           | 4 تأهل            | 3:00.85              | 4        |
| فرانشيسكو بيتّيلا                                                                 | 50 متر ظهر S1                                                              | 1:12.91           | 3 تأهل            | 1:14.87              | الثالث   |
| فرانشيسكو بيتّيلا                                                                 | 100 متر ظهر S1                                                             | 2:32.21           | 3 تأهل            | 2:32.08              | الثالث   |
| فيديريكو بيشيلي                                                                  | 50 متر حرة S7                                                              | 28.78             | 7 تأهل            | 28.77                | 8        |
| فيديريكو بيشيلي                                                                  | 100 متر حرة S8                                                             | 1:01.37           | 11                | لم يتأهل             | لم يتأهل |
| فيديريكو بيشيلي                                                                  | 400 متر حرة S7                                                             | 4:45.53           | 2 تأهل            | 4:43.67              | 5        |
| فيديريكو بيشيلي                                                                  | 100 متر ظهر S7                                                             | 1:13.68           | 5 تأهل            | 1:12.25              | 6        |
| فرانشيسكو بوتشياردو                                                              | 50 متر حرة S5                                                              | 33.71             | 6 تأهل            | 33.22                | 7        |
| فرانشيسكو بوتشياردو                                                              | السباحة في الألعاب البارالمبية الصيفية 2020 - 100 متر حرة رجال S5          | 1:13.96           | 5 تأهل            | 1:09.56              | الأول    |
| فرانشيسكو بوتشياردو                                                              | السباحة في الألعاب البارالمبية الصيفية 2020 – 200 متر حرة رجال S5          | 2:35.44           | 2 تأهل            | 2:26.76 رقم بارالمبي | الأول    |
| فرانشيسكو بوتشياردو                                                              | السباحة في الألعاب البارالمبية الصيفية 2020 - 100 متر صدر رجال SB4         | 1:51.11           | 8 تأهل            | 1:51.06              | 8        |
| فينتشينزو بوني                                                                   | السباحة في الألعاب البارالمبية الصيفية 2020 - 50 متر حرة رجال S3           | 49.78             | 7 تأهل            | 47.68                | 7        |
| فينتشينزو بوني                                                                   | السباحة في الألعاب البارالمبية الصيفية 2020 - 100 متر حرة رجال S4          | 1:39.56           | 12                | لم يتأهل             | لم يتأهل |
| فينتشينزو بوني                                                                   | السباحة في الألعاب البارالمبية الصيفية 2020 - 200 متر حرة رجال S3          | 3:33.79           | 5 تأهل            | 3:32.40              | 5        |
| فينتشينزو بوني                                                                   | السباحة في الألعاب البارالمبية الصيفية 2020 - 50 متر ظهر رجال S3           | 48.04             | 4 تأهل            | 47.88                | 5        |
| سيموني تشيولي                                                                    | السباحة في الألعاب البارالمبية الصيفية 2020 - 50 متر حرة رجال S9           | 26.39             | 9                 | لم يتأهل             | لم يتأهل |
| سيموني تشيولي                                                                    | السباحة في الألعاب البارالمبية الصيفية 2020 - 100 متر حرة رجال S10         | 57.44             | 14                | لم يتأهل             | لم يتأهل |
| سيموني تشيولي                                                                    | السباحة في الألعاب البارالمبية الصيفية 2020 - 100 متر ظهر رجال S9          | 1:07.41           | 10                | لم يتأهل             | لم يتأهل |
| سيموني تشيولي                                                                    | السباحة في الألعاب البارالمبية الصيفية 2020 - 100 متر فراشة رجال S9        | 1:03.25           | 11                | لم يتأهل             | لم يتأهل |
| سيموني تشيولي                                                                    | السباحة في الألعاب البارالمبية الصيفية 2020 - 200 متر فردي متنوع رجال SM9  | 2:29.68           | 9                 | لم يتأهل             | لم يتأهل |
| أنطونيو فانتين                                                                   | السباحة في الألعاب البارالمبية الصيفية 2020 - 50 متر حرة رجال S7           | 29.70             | 10                | لم يتأهل             | لم يتأهل |
| أنطونيو فانتين                                                                   | السباحة في الألعاب البارالمبية الصيفية 2020 - 100 متر حرة رجال S6          | 1:04.16 PB        | 1 تأهل            | 1:03.71 رقم عالمي    | الأول    |
| أنطونيو فانتين                                                                   | السباحة في الألعاب البارالمبية الصيفية 2020 - 400 متر حرة رجال S6          | 5:12.08           | 3 تأهل            | 4:55.70              | الثاني   |
| أنطونيو فانتين                                                                   | السباحة في الألعاب البارالمبية الصيفية 2020 - 100 متر ظهر رجال S6          | 1:27.90           | 19                | لم يتأهل             | لم يتأهل |
| إيمانويل ماريليانو                                                               | السباحة في الألعاب البارالمبية الصيفية 2020 - 50 متر حرة رجال S3           | 47.68             | 11                | لم يتأهل             | لم يتأهل |
| إيمانويل ماريليانو                                                               | السباحة في الألعاب البارالمبية الصيفية 2020 - 50 متر ظهر رجال S3           | 1:03.64           | 12                | لم يتأهل             | لم يتأهل |
| إيمانويل ماريليانو                                                               | السباحة في الألعاب البارالمبية الصيفية 2020 - 50 متر صدر رجال SB2          | 1:09.01           | 6 تأهل            | 1:08.55              | 5        |
| إيمانويل ماريليانو                                                               | السباحة في الألعاب البارالمبية الصيفية 2020 - 150 متر فردي متنوع رجال SM3  | 3:29.51           | 7 تأهل            | 3:28.43              | 7        |
| ريكاردو مينسيوتي                                                                 | السباحة في الألعاب البارالمبية الصيفية 2020 - 50 متر حرة رجال S10          | 25.59             | 11                | لم يتأهل             | لم يتأهل |
| ريكاردو مينسيوتي                                                                 | السباحة في الألعاب البارالمبية الصيفية 2020 - 100 متر حرة رجال S10         | 56.29             | 11                | لم يتأهل             | لم يتأهل |
| ريكاردو مينسيوتي                                                                 | السباحة في الألعاب البارالمبية الصيفية 2020 - 100 متر ظهر رجال S10         | 1:03.05           | 6 تأهل            | 1:01.46              | 4        |
| ريكاردو مينسيوتي                                                                 | السباحة في الألعاب البارالمبية الصيفية 2020 - 100 متر فراشة رجال S10       | 58.85             | 6 تأهل            | 58.65                | 7        |
| ريكاردو مينسيوتي                                                                 | السباحة في الألعاب البارالمبية الصيفية 2020 - 200 متر فردي متنوع رجال SM10 | انسحب             | انسحب             | لم يتأهل             | لم يتأهل |
| إفريم موريللي                                                                    | السباحة في الألعاب البارالمبية الصيفية 2020 - 50 متر صدر رجال SB3          | 49.35             | 1 تأهل            | 49.42                | 4        |
| إفريم موريللي                                                                    | السباحة في الألعاب البارالمبية الصيفية 2020 – 150 متر فردي متنوع رجال SM4  | 2:50.38           | 7                 | 2:48.63              | 7        |
| فيديريكو مورلاتشي                                                                | السباحة في الألعاب البارالمبية الصيفية 2020 – 400 متر حرة رجال S9          | 4:25.33           | 7 تأهل            | 4:24.75              | =7       |
| فيديريكو مورلاتشي                                                                | السباحة في الألعاب البارالمبية الصيفية 2020 - 100 متر صدر رجال SB8         | 1:13.24           | 9                 | لم يتأهل             | لم يتأهل |
| فيديريكو مورلاتشي                                                                | السباحة في الألعاب البارالمبية الصيفية 2020 - 100 متر فراشة رجال S9        | 1:01.42           | 4 تأهل            | 1:00.75              | 4        |
| فيديريكو مورلاتشي                                                                | السباحة في الألعاب البارالمبية الصيفية 2020 - 200 متر فردي متنوع رجال SM9  | مقصي              | مقصي              | لم يتأهل             | لم يتأهل |
| ميشا بالازو                                                                      | السباحة في الألعاب البارالمبية الصيفية 2020 - 200 متر حرة رجال S14         | 1:58.63           | 9                 | لم يتأهل             | لم يتأهل |
| ميشا بالازو                                                                      | السباحة في الألعاب البارالمبية الصيفية 2020 - 100 متر صدر رجال SB14        | 1:12.19           | 13                | لم يتأهل             | لم يتأهل |
| ميشا بالازو                                                                      | السباحة في الألعاب البارالمبية الصيفية 2020 - 200 متر فردي متنوع رجال SM14 | 2:19.95           | 15                | لم يتأهل             | لم يتأهل |
| ستيفانو رايموندي                                                                 | السباحة في الألعاب البارالمبية الصيفية 2020 - 50 متر حرة رجال S10          | 23.89             | 4 تأهل            | 23.74                | 4        |
| ستيفانو رايموندي                                                                 | السباحة في الألعاب البارالمبية الصيفية 2020 - 100 متر حرة رجال S10         | 52.39             | 3 تأهل            | 51.45                | الثالث   |
| ستيفانو رايموندي                                                                 | السباحة في الألعاب البارالمبية الصيفية 2020 - 400 متر حرة رجال S10         | 4:26.82           | 8 تأهل            | 4:07.38              | 4        |
| ستيفانو رايموندي                                                                 | السباحة في الألعاب البارالمبية الصيفية 2020 - 100 متر ظهر رجال S10         | 1:01.58           | 2 تأهل            | 59.36                | الثاني   |
| ستيفانو رايموندي                                                                 | السباحة في الألعاب البارالمبية الصيفية 2020 – 100 متر صدر رجال SB9         | 1:05.58           | 1 تأهل            | 1:05.35              | الأول    |
| ستيفانو رايموندي                                                                 | السباحة في الألعاب البارالمبية الصيفية 2020 - 100 متر فراشة رجال S10       | 58.19             | 2 تأهل            | 55.04                | الثاني   |
| ستيفانو رايموندي                                                                 | السباحة في الألعاب البارالمبية الصيفية 2020 - 200 متر فردي متنوع رجال SM10 | 2:16.65           | 2 تأهل            | 2:07.68              | الثاني   |
| أنتونيو فانتين (S6) سيموني تشيولي (S9) سيموني بارلام (S9) ستيفانو رايموندي (S10) | تتابع 4 × 100 متر حرة 34 نقطة                                              | —                 | —                 | 3:45.89 رقم أوروبي   | الثاني   |

السيدات
| اللاعبة                                                  | الحدث                       | التصفيات | التصفيات | النهائي                 | النهائي  |
| اللاعبة                                                  | الحدث                       | النتيجة  | الترتيب  | النتيجة                 | الترتيب  |
| -------------------------------------------------------- | --------------------------- | -------- | -------- | ----------------------- | -------- |
| أليسيا بيرّا                                              | 100 متر حرة S12             | 1:04.29  | 6 تأهل   | 1:00.68                 | 4        |
| أليسيا بيرّا                                              | 100 متر ظهر S12             | 1:14.19  | 6 تأهل   | 1:14.33                 | 5        |
| أليسيا بيرّا                                              | 100 متر فراشة S13           | 1:07.42  | 6 تأهل   | 1:05.67                 | الثاني   |
| فيتوريا بيانكو                                           | 100 متر حرة S9              | 1:07.32  | 14       | لم تتأهل                | لم تتأهل |
| فيتوريا بيانكو                                           | 400 متر حرة S9              | 4:57.51  | 9        | لم تتأهل                | لم تتأهل |
| مونيكا بوجيوني                                           | 100 متر حرة S5              | 1:22.62  | 2 تأهل   | 1:22.43                 | الثالث   |
| مونيكا بوجيوني                                           | 200 متر حرة S5              | 2:53.67  | 2 تأهل   | 2:55.70                 | الثالث   |
| مونيكا بوجيوني                                           | 50 متر ظهر S5               | 46.10    | 5 تأهل   | 45.46                   | 5        |
| مونيكا بوجيوني                                           | 100 متر صدر SB4             | 1:55.69  | 6 تأهل   | 1:58.28                 | 6        |
| مونيكا بوجيوني                                           | 200 متر فردي متنوع SM5      | 3:35.94  | 2 تأهل   | 3:39.50                 | الثالث   |
| جوليا جيريتّي                                             | 100 متر صدر SB4             | 1:52.67  | 4 تأهل   | 1:50.36                 | الثاني   |
| جوليا جيريتّي                                             | 50 متر فراشة S5             | 47.88    | 8 تأهل   | 46.66                   | 8        |
| جوليا جيريتّي                                             | 200 متر فردي متنوع SM5      | 3:37.93  | 3 تأهل   | 3:40.88                 | 4        |
| كارلوتا جيلي                                             | 50 متر حرة S13              | 27.32    | 3 تأهل   | 27.07                   | الثالث   |
| كارلوتا جيلي                                             | 400 متر حرة S13             | 4:38.69  | 1 تأهل   | 4:26.14                 | الثاني   |
| كارلوتا جيلي                                             | 100 متر ظهر S13             | 1:08.00  | 3 تأهل   | 1:06.10                 | الثاني   |
| كارلوتا جيلي                                             | 100 متر صدر SB13            | 1:22.73  | 9        | لم تتأهل                | لم تتأهل |
| كارلوتا جيلي                                             | 100 متر فراشة S13           | 1:04.16  | 1 تأهل   | 1:02.65                 | الأول    |
| كارلوتا جيلي                                             | 200 متر فردي متنوع SM13     | 2:26.52  | 1 تأهل   | 2:21.44 رقم قياسي عالمي | الأول    |
| جورجيا ماركي                                             | 100 متر صدر                 | 1:26.44  | 12       | لم تتأهل                | لم تتأهل |
| زينيا بالاتسو                                            | 50 متر حرة S8               | 31.57    | 3 تأهل   | 31.17                   | الثالث   |
| زينيا بالاتسو                                            | 400 متر حرة S8              | 4:51.21  | 3 تأهل   | 4:56.79                 | الثالث   |
| زينيا بالاتسو                                            | 100 متر ظهر S8              | 1:20.32  | 5 تأهل   | 1:20.90                 | 4        |
| زينيا بالاتسو                                            | 200 متر فردي متنوع SM8      | 2:55.64  | 3 تأهل   | 2:47.86                 | الثاني   |
| أنجيلا بروشيدا                                           | 100 متر حرة S3              | 2:42.37  | 12       | لم تتأهل                | لم تتأهل |
| أنجيلا بروشيدا                                           | 50 متر ظهر S2               | 1:14.16  | 5 تأهل   | 1:12.69                 | 5        |
| أنجيلا بروشيدا                                           | 100 متر ظهر S2              | 2:40.54  | 4 تأهل   | 2:43.58                 | 6        |
| مارتينا رابوليني                                         | 400 متر حرة S11             | 5:47.78  | 8 تأهل   | 5:47.25                 | 8        |
| مارتينا رابوليني                                         | 100 متر ظهر S11             | 1:23.37  | 8 تأهل   | 1:24.34                 | 8        |
| مارتينا رابوليني                                         | 100 متر صدر SB11            | 1:33.02  | 8 تأهل   | 1:34.29                 | 8        |
| مارتينا رابوليني                                         | 200 متر فردي متنوع SM11     | 3:02.85  | 8 تأهل   | 3:03.07                 | 8        |
| أليسيا سكورتشيني                                         | 50 متر حرة S10              | 28.55    | 5 تأهل   | 28.26                   | 4        |
| أليسيا سكورتشيني                                         | 100 متر حرة S10             | 1:02.31  | 8 تأهل   | 1:02.97                 | 8        |
| أليسيا سكورتشيني                                         | 100 متر فراشة S10           | 1:07.46  | 3 تأهل   | 1:08.62                 | 4        |
| أريانا تالامونا                                          | 50 متر حرة S6               | 38.89    | 14       | لم تتأهل                | لم تتأهل |
| أريانا تالامونا                                          | 100 متر صدر SB5             | 1:44.60  | 3 تأهل   | 1:43.83                 | 5        |
| جوليا تيرزي                                              | 100 متر حرة S7              | 1:11.70  | 2 تأهل   | 1:09.21 سجل أوروبي      | الأول    |
| جوليا تيرزي                                              | 400 متر حرة S7              | 5:05.80  | 2 تأهل   | 5:06.32                 | الثاني   |
| جوليا تيرزي                                              | 50 متر فراشة S7             | 35.40    | 3 تأهل   | 34.32                   | الثالث   |
| أرجولا تريمي                                             | 50 متر حرة S4               | 42.88    | 3 تأهل   | 40.32                   | الثاني   |
| أرجولا تريمي                                             | 100 متر حرة S3              | 1:45.41  | 2 تأهل   | 1:30.22 سجل أوروبي      | الأول    |
| أرجولا تريمي                                             | 50 متر ظهر S3               | 54.79    | 1 تأهل   | 51.34                   | الأول    |
| فيتوريا بيانكو زينيا بالازو جوليا تيرزي أليسيا سكورتشيني | 4×100 متر تتابع حرة 34 نقطة | 4:26.39  | 2 تأهل   | 4:24.85                 | الأول    |

مختلط
| اللاعب                                                                     | الحدث                       | التصفيات | التصفيات | النهائي | النهائي |
| اللاعب                                                                     | الحدث                       | النتيجة  | الترتيب  | النتيجة | الترتيب |
| -------------------------------------------------------------------------- | --------------------------- | -------- | -------- | ------- | ------- |
| فرانشيسكو بوتشاردو أنطونيو فانتين أريانا تالامونا جوليا تيرزي أرجولا تريمي | 4 × 50 متر حر تتابع 20 نقطة | 2:25.48  | 1 تأهل   | 2:21.45 | الثاني  |

## كرة الطاولة
شاركت إيطاليا بسبعة لاعبين في الألعاب. تأهلت جيادا روسي من بطولة الاتحاد الدولي لتنس الطاولة الأوروبية لذوي الاحتياجات الخاصة لعام 2019، التي أقيمت في هلسينغبورغ، السويد، وتأهل أربعة رياضيين آخرين عبر نظام التصنيف العالمي.
رجال
| اللاعب                         | الحدث         | مرحلة المجموعات             | مرحلة المجموعات                     | مرحلة المجموعات                  | مرحلة المجموعات | الدور الأول   | ربع النهائي                      | نصف النهائي   | النهائي       | النهائي  |
| اللاعب                         | الحدث         | الخصم النتيجة               | الخصم النتيجة                       | الخصم النتيجة                    | الترتيب         | الخصم النتيجة | الخصم النتيجة                    | الخصم النتيجة | الخصم النتيجة | الترتيب  |
| ------------------------------ | ------------- | --------------------------- | ----------------------------------- | -------------------------------- | --------------- | ------------- | -------------------------------- | ------------- | ------------- | -------- |
| أندريا بورغاتو                 | فردي فئة 1    | ماجور (المجر) · خ 1-3       | جودفري (الولايات المتحدة) · ف 3-1   | —                                | 2 تأهل          | —             | ماثيوز (بريطانيا العظمى) · خ 1-3 | لم يتأهل      | لم يتأهل      | لم يتأهل |
| فيديريكو فالكو                 | فردي فئة 1    | جو (كوريا الجنوبية) · خ 0-3 | إبيرهارت (الأرجنتين) · ف 3-2        | —                                | 2 تأهل          | —             | كيم (كوريا الجنوبية) · خ 0-3     | لم يتأهل      | لم يتأهل      | لم يتأهل |
| ماتييو أورسي                   | فردي فئة 3    | فينغ (الصين) · خ 0-3        | نالبكا (بولندا) · خ 1-3             | —                                | 3               | لم يتأهل      | لم يتأهل                         | لم يتأهل      | لم يتأهل      | لم يتأهل |
| ماتييو بارينزان                | فردي فئة 6    | روزنماير (الدنمارك) · خ 0-3 | سيدنفيلد (الولايات المتحدة) · خ 0-3 | —                                | 3               | لم يتأهل      | لم يتأهل                         | لم يتأهل      | لم يتأهل      | لم يتأهل |
| محمد أمين كالم                 | فردي فئة 9    | تشي (مالايا) · ف 3-0        | ما لين (أستراليا) · خ 0-3           | ستايسي (بريطانيا العظمى) · خ 2-3 | 3               | لم يتأهل      | لم يتأهل                         | لم يتأهل      | لم يتأهل      | لم يتأهل |
| أندريا بورغاتو فيديريكو فالكو  | فريق فئة 1-2  | —                           | —                                   | —                                | —               | —             | سلوفاكيا · خ 0-2                 | لم يتأهل      | لم يتأهل      | لم يتأهل |
| ماتييو بارينزان محمد أمين كالم | فريق فئة 9-10 | —                           | —                                   | —                                | —               | —             | أوكرانيا · خ 0-2                 | لم يتأهل      | لم يتأهل      | لم يتأهل |

نساء
| اللاعبة                   | الحدث        | مرحلة المجموعات            | مرحلة المجموعات             | مرحلة المجموعات          | مرحلة المجموعات | الدور الأول   | ربع النهائي                        | نصف النهائي   | النهائي       | النهائي  |
| اللاعبة                   | الحدث        | الخصم النتيجة              | الخصم النتيجة               | الخصم النتيجة            | الترتيب         | الخصم النتيجة | الخصم النتيجة                      | الخصم النتيجة | الخصم النتيجة | الترتيب  |
| ------------------------- | ------------ | -------------------------- | --------------------------- | ------------------------ | --------------- | ------------- | ---------------------------------- | ------------- | ------------- | -------- |
| غيادا روسي                | فردي فئة 1-2 | غاروني (الأرجنتين) · ف 3-1 | لافاي (فرنسا) · ف 3-0       | —                        | 1 تأهل          | —             | كاتيا أوليفيرا · البرازيل · خ 0-3  | لم تتأهل      | لم تتأهل      | لم تتأهل |
| ميكيلا برونيلي            | فردي فئة 3   | موزينيك (كرواتيا) · خ 1-3  | سوليداد (الأرجنتين) · ف 3-0 | سيغالا (المكسيك) · ف 3-0 | 2 تأهل          | —             | لي مي-غيو (كوريا الجنوبية) · خ 0-3 | لم تتأهل      | لم تتأهل      | لم تتأهل |
| غيادا روسي ميكيلا برونيلي | فريق فئة 1-3 | —                          | —                           | —                        | —               | —             | تايلاند · ف 2-1                    | الصين · خ 1-2 | —             | برونزية  |

## تايكوندو
تأهلت إيطاليا برياضي واحد للمشاركة في منافسات الألعاب البارالمبية. تأهل أنتونينو بوسولو بعد أن احتل المركز السادس في التصنيف العالمي.
| اللاعب          | الحدث        | الدور الأول                             | ربع النهائي                              | نصف النهائي                         | الإعادة       | النهائي / مباراة البرونز     | النهائي / مباراة البرونز |
| اللاعب          | الحدث        | الخصم النتيجة                           | الخصم النتيجة                            | الخصم النتيجة                       | الخصم النتيجة | الخصم النتيجة                | الترتيب                  |
| --------------- | ------------ | --------------------------------------- | ---------------------------------------- | ----------------------------------- | ------------- | ---------------------------- | ------------------------ |
| أنطونينو بوسولو | رجال –61 كغم | زخر الدين توخيروف (أوزبكستان) · ف 64-30 | غانباتين بولور-إردين (منغوليا) · ف 40-28 | ناثان توركواتو (البرازيل) · خ 34-37 | —             | محمود بوزتك (تركيا) · خ 2-14 | 5                        |

## المبارزة على الكراسي المتحركة
الرجال
| الرياضي                                                   | الحدث               | الحدث   | المجموعات | دور الـ16                 | ربع النهائي                  | نصف النهائي         | النهائي / BM            | النهائي / BM |          |
| الرياضي                                                   | الحدث               | الحدث   | الترتيب   | المنافس النتيجة           | المنافس النتيجة              | المنافس النتيجة     | المنافس النتيجة         | الترتيب      |          |
| --------------------------------------------------------- | ------------------- | ------- | --------- | ------------------------- | ---------------------------- | ------------------- | ----------------------- | ------------ | -------- |
| إدواردو جيوردان                                           | سلاح الإيبيه للرجال | الفئة أ | 9 ت       | مانكو (أوكرانيا) · خ 8–15 | لم يتأهل                     | لم يتأهل            | لم يتأهل                | لم يتأهل     |          |
| إيمانويل لامبيرتيني                                       | سلاح الإيبيه للرجال | الفئة أ | 6 ت       | تقدم تلقائي               | تيان (الصين) · خ 14–15       | لم يتأهل            | لم يتأهل                | لم يتأهل     |          |
| إدواردو جيوردان ماتيو بيتي إيمانويل لامبيرتيني ماتيو سيما | سلاح الإيبيه للرجال | الفرق   | 8         | لم يتأهل                  | لم يتأهل                     | لم يتأهل            | لم يتأهل                | لم يتأهل     |          |
| ماتيو بيتي                                                | سلاح الشيش للرجال   | الفئة أ | 5 ت       | تقدم تلقائي               | ناليفاجيك (بولندا) · ف 15–12 | صن (الصين) · خ 6–15 | ناغاييف (روسيا) خ 11–15 | 4            |          |
| إيمانويل لامبيرتيني                                       | سلاح الشيش للرجال   | الفئة أ | 11 ت      | لي (الصين) · ف 15–14      | أوسفاث (المجر) · خ 14–15     | لم يتأهل            | لم يتأهل                | لم يتأهل     |          |
| ماركو سيما                                                | سلاح الشيش للرجال   | الفئة ب | 8 ت       | كوزيوكوف (روسيا) خ 11–15  | لم يتأهل                     | لم يتأهل            | لم يتأهل                | لم يتأهل     |          |
| ماتيو بيتي إيمانويل لامبيرتيني ماركو سيما                 | سلاح الشيش للرجال   | الفرق   | 5         | لم يتأهل                  | لم يتأهل                     | لم يتأهل            | لم يتأهل                | لم يتأهل     |          |
| إدواردو جيوردان                                           | سلاح السابر للرجال  | الفئة أ | 2 ت       | تقدم تلقائي               | ديمتشوك (أوكرانيا) · خ 11–15 | لم يتأهل            | لم يتأهل                | لم يتأهل     | لم يتأهل |

السيدات
| الرياضية                                          | الحدث                | الحدث   | المجموعات | دور الـ16                     | ربع النهائي                   | نصف النهائي             | النهائي / BM         | النهائي / BM |
| الرياضية                                          | الحدث                | الحدث   | الترتيب   | المنافسة النتيجة              | المنافسة النتيجة              | المنافسة النتيجة        | المنافسة النتيجة     | الترتيب      |
| ------------------------------------------------- | -------------------- | ------- | --------- | ----------------------------- | ----------------------------- | ----------------------- | -------------------- | ------------ |
| روسّانا باسكويونو                                  | سلاح الإيبيه للسيدات | الفئة ب | 10 ت      | فيدوتا (أوكرانيا) · خ 9–15    | لم تتأهل                      | لم تتأهل                | لم تتأهل             | لم تتأهل     |
| يونيلّا أندريا موغوش                               | سلاح الشيش للسيدات   | الفئة أ | 7 ت       | ماندريك (أوكرانيا) · ف 15–11  | موركفيتش (أوكرانيا) · خ 5–15  | لم تتأهل                | لم تتأهل             | لم تتأهل     |
| لوريدانا تريجيليا                                 | سلاح الشيش للسيدات   | الفئة أ | 8 ت       | سيتشيفا (روسيا) خ 7–15        | لم تتأهل                      | لم تتأهل                | لم تتأهل             | لم تتأهل     |
| بياتريس فيو                                       | سلاح الشيش للسيدات   | الفئة ب | 1 ت       | تقدم تلقائي                   | خيتسورياني (جورجيا) · ف 15–6  | فاسيليفا (روسيا) ف 15–4 | تشو (الصين) · ف 15–9 | الأول        |
| يونيلّا أندريا موغوش لوريدانا تريجيليا بياتريس فيو | سلاح الشيش للسيدات   | الفرق   | 1 ت       | —                             | —                             | المجر ف 45–27           | الصين خ 41–45        | الثاني       |
| يونيلا أندريا موغوش                               | سلاح السابر للسيدات  | الفئة أ | 12        | لم تتأهل                      | لم تتأهل                      | لم تتأهل                | لم تتأهل             | لم تتأهل     |
| لوريدانا تريجيليا                                 | سلاح السابر للسيدات  | الفئة أ | 10 ت      | تيبيلاشفيلي (جورجيا) · خ 9–15 | لم تتأهل                      | لم تتأهل                | لم تتأهل             | لم تتأهل     |
| روسانا باسكويونو                                  | سلاح السابر للسيدات  | الفئة ب | 3 ت       | تقدم تلقائي                   | خيتسورياني (جورجيا) · خ 14–15 | لم تتأهل                | لم تتأهل             | لم تتأهل     |

## الملاحظات
1. 1 2  حصان رويال ديلايت.
2. 1 2  سبح في التصفيات.

## وصلات خارجية
- اللجنة البارالمبية الإيطالية